# Кавенчин (гмина)
Кавенчин (пол. Kawęczyn) — сельская гмина (уезд) в Польше, входит как административная единица в Турекский повет, Великопольское воеводство. Население — 5313 человек (на 2004 год).

## Соседние гмины
1. Гмина Цекув-Колёня
2. Гмина Добра
3. Гмина Гощанув
4. Гмина Лискув
5. Гмина Малянув
6. Гмина Пшикона
7. Гмина Турек